# Задлаз-Жабче
Задлаз-Жабче (словен. Zadlaz–Žabče) — поселення в общині Толмин, Регіон Горишка, Словенія. Висота над рівнем моря: 450,7 м. Розташоване на пагорбах на північний схід від Толміна.